# Chùa Phúc Lâm (Hải Phòng)
Chùa Dư Hàng (tên chữ là Phúc Lâm tự) là một ngôi chùa cổ, được xây dựng thời Tiền Lê; trung tâm phật giáo, du lịch tâm linh, di tích lịch sử văn hóa cấp quốc gia; tọa lạc số 121 phố Chùa Hàng, quận Lê Chân.

## Lịch sử
Phúc Lân tự được xây dựng từ thời Tiền Lê (980-1009).
Cuối thời Vua Lê Đại Hành có vị sư tổ đến chùa thuyết pháp, khai sáng giáo lý nhà Phật. Thời Trần (1225-1400), các vị sư tổ thiền phái Trúc Lâm Yên Tử do Trần Nhân Tông sáng lập cũng đã có những liên hệ với chùa. Đến các đời vua Lê Gia Tông (năm 1672), vua Thành Thái (năm 1899), chùa được trùng tu, bổ sung thêm các gác chuông. Vào năm 1917, chùa được xây thêm thư các, vườn tượng, sửa sang vườn tháp.
Chùa Dư Hàng là nơi hoạt động cách mạng của Đảng Cộng sản Việt Nam thời kỳ tiền khởi nghĩa 1945. Năm 1926, đông đảo tăng ni, phật tử và học sinh... làm lễ truy điệu nhà yêu nước Phan Chu Trinh ngay tại chùa. Sau Cách mạng Tháng Tám (1945), chùa còn là nơi diễn ra lễ ra mắt của Hội Tăng gia cứu quốc Hải Phòng, tổ chức “Tuần lễ vàng”…
Năm 1986, chùa Dư Hàng đã được Nhà nước xếp hạng di tích lịch sử - văn hoá cấp quốc gia.

## Kiến Trúc
Chùa được xây dựng theo kiến trúc cổ với: tam quan, Phật điện, nhà Tổ, nhà thờ Mẫu, nhà phương trượng, tăng xá. Quang cảnh chùa là một quần thể kiến trúc hòa nhập thiên nhiên, thanh bình giữa lòng đô thị. Khuôn viên hoàn chỉnh của chùa gồm tòa Phật điện 7 gian, gác chuông cao 3 tầng, mái đao cong vút, quả chuông đồng cỡ lớn, chữ đề: "Phúc Lâm tự chung", nghĩa là chuông chùa Phúc Lâm. Chùa còn có một gác chuông 5 gian 2 tầng, treo một quả chuông lớn.
Ngôi chùa được xây theo kiểu chữ "đinh". Tiền đường cách gác chuông một sân rộng; bên phải là 5 gian nhà tổ, nhà thọ trai và nhà ngang; bên trái là 5 gian nhà hậu.

## Cổ vật
Chùa Dư Hàng lưu giữ nhiều di vật quí như: chuông, khánh, đỉnh đồng, đồ trang trí mỹ thuật bằng gốm sứ, đá xanh và đặc biệt là bộ sách kinh Tràng A Hàm - một tài liệu cổ về giáo lý đạo Phật được lưu truyền từ nhiều đời sư trụ trì.